# Я піду в далекі гори (сингл)
Я піду в далекі гори — міні-альбом гурту «Плач Єремії», випущений 1999 року. 

## Присвята
Пісня також увійшла до четвертого студійного альбому «Наш Івасюк» (виданий у 2002 році та присвячений пісенній спадщині Володимира Івасюка (триб'ют).

## Композиції
1. Я піду в далекі гори
2. Марія
3. Три поверхи вертепу
4. Срібне поле
5. Коли до губ твоїх...